# Thomas Newcomen
Thomas Newcomen (n. 24 februarie 1663, Dartmouth, Devon, Regatul Angliei – d. 5 august 1729, Londra, Regatul Marii Britanii) a fost un inginer englez, inventator al unui sistem de pompare a apelor din mine.

Animația diagramei motorului cu aburi Newcomen.
- Aburul este prezentat în roz și apa în albastru.
- Starea închisă a robinetelor este prezentată în roșu și starea deschisă a robinetelor este prezentată în verde.
Motorul cu aburi Newcomen este format dintr-un cilindru, deschis la un capăt în care se mișcă un piston. Dintr-un cazan, intră aburi în cilindru iar pistonul este pus în mișcare și este acționată pârghia pompei. La sfîrșitul cursei, este introdus un jet de apă rece care scade presiunea internă și face ca pistonul să coboare. Ciclul se repetă la nesfârșit.

Este unul dintre creatorii primului motor termic (cu aburi), cunoscut sub numele de motorul cu aburi Newcomen (a fost construit prima dată în 1712 la Coneygree Coal Works, Staffordshire).
Anterior, în 1705, Newcomen împreună cu instalatorul John Colley au construit prima mașină cu abur. Aceasta consuma mult cărbune, avea un randament scăzut dar a fost folosită în minele de huilă. Deoarece Thomas Savery a deținut un patent pentru o invenție asemănătoare, Newcomen a fost obligat să intre în parteneriat cu acesta. 
Abia în 1769, cele 100 de motoare Newcomen din Marea Britanie și de peste hotare au fost înlocuite cu modelul dezvoltat de James Watt prin inventarea camerei de condensare a aburului separată.